# Der richtige Dreh
Der richtige Dreh (Alternativtitel: Da fahr' ich voll drauf ab; Originaltitel: All the Right Moves) ist ein US-amerikanisches Sportlerdrama aus dem Jahr 1983. Regie führte Michael Chapman, das Drehbuch schrieb Michael Kane.

## Handlung
Der junge High-School-Footballspieler Stefen Djordjevic träumt davon seiner Heimatstadt, dem tristen Ampipe/Pennsylvania, den Rücken kehren zu können. Während sein Vater und sein Bruder im heruntergewirtschafteten Stahlwerk der Stadt ihren Lebensunterhalt verdienen, will er mit einem Football-Stipendium aufs College gehen und Ingenieurwesen studieren. Doch Stefen pokert hoch und schlägt erste Angebote achtlos aus, da er sich nach dem Höhepunkt der Saison – einem Spiel gegen die bislang ungeschlagene Football-Mannschaft aus Walnut Heights – größere Chancen auf ein renommiertes College ausrechnet. Doch der Plan geht schief. Das Team verliert, in Führung liegend, Sekunden vor Spielende. In der Kabine geraten Stefen und Coach Nickerson aneinander. Als er einen Teamkollegen in Schutz nimmt und dem Coach einen strategischen Fehler unterstellt, wird er aus dem Team geworfen.
Stefen lässt sich am Abend des Spiels volllaufen und randaliert, ohne es zunächst zu ahnen, vor dem Haus seines Trainers. Da dieser ihn dabei erwischt, sind alle Entschuldigungsversuche Stefens vergebens. Er gehört nicht mehr zum Team und darf beim letzten Spiel der Saison nicht mitauflaufen. Das hat schwerwiegende Konsequenzen, da sich nun kein College mehr für den jungen Football-Spieler interessiert. Stefens letzter Rückhalt ist seine Freundin Lisa. Auch wenn sie weiß, dass sie zurückbleiben wird, wenn Stefen aufs College gehen sollte, versucht sie alles, um ihrem Freund zu helfen. Sie redet mit Nickersons Frau und erreicht letztendlich, dass Nickerson Stefen verzeiht und seinen Fehler eingesteht. Da er nun Coach eines College-Teams ist, bietet er Stefen einen Studienplatz an der California Polytechnic State University an.

## Produktion
Der Film wurde im Frühjahr 1983 in Pennsylvania gedreht. Drehorte waren: Conemaugh, Johnstown und Pittsburgh. Er spielte in den Kinos der USA ca. 17,23 Millionen US-Dollar ein.
Die Auswirkungen der in den 1970er Jahren einsetzenden Stahlkrise bilden den Hintergrund der Filmhandlung. Die Krise traf den in den USA als „Inbegriff wirtschaftlicher Kraft“ geltenden Bundesstaat Pennsylvania besonders hart und sorgte für einen landesweiten „radikale[n] Strukturwandel“.

## Synchronisation
Die deutsche Synchronbearbeitung entstand 1984 in den Ateliers der Berliner Synchron GmbH in Berlin unter der Regie von Andreas Pollak.
| Rolle                    | Darsteller       | Synchronsprecher         |
| ------------------------ | ---------------- | ------------------------ |
| Stefen „Stef“ Djordjevic | Tom Cruise       | Torsten Sense            |
| Nickerson                | Craig T. Nelson  | Jürgen Kluckert          |
| Lisa Lietzke             | Lea Thompson     | Maud Ackermann           |
| Pop                      | Charles Cioffi   | Hermann Ebeling          |
| Greg                     | Gary Graham      | Joachim Tennstedt        |
| Salvucci                 | Paul Carafotes   | Benjamin Völz            |
| Brian                    | Chris Penn       | Andreas Fröhlich         |
| Suzie                    | Sandy Faison     | Monica Bielenstein       |
| Bosko                    | James A. Baffico | Andreas Mannkopff        |
| Jess Covington           | Mel Winkler      | Helmut Krauss            |
| Rifleman                 | Walter Briggs    | Nicolas Böll             |
| Tank                     | George Betor     | unbekannt                |
| Shadow                   | Leon             | Ronald Nitschke          |
| Freeman Smith            | Terry O’Quinn    | Friedrich Georg Beckhaus |

## Rezeption
Die Zeitschrift Cinema charakterisiert die von Tom Cruise gespielte Rolle als „Draufgänger, der die Fesseln seiner Herkunft sprengt“ und lobt die starke Besetzung des Aufsteigerdramas.
Auf Rotten Tomatoes wurden 23 Kritiken ausgewertet. Der Film hält dort eine positive Bewertung von 61 %. Die Zuschauerbewertung fällt hingegen negativ aus, der Film erfährt dort lediglich eine Zustimmung von 39 %.
Jay Carr vom The Boston Globe hält Cruise’ Darstellung eines Athleten für “believable” (deutsch: „glaubhaft“). Janet Maslin von der The New York Times nennt den Film eine “well-made but sugar-coated working-class fable about a football star” (deutsch: „gut gemachte, aber zuckersüß-kitschige Arbeiterklasse-Fabel über einen Footballstar.“)